# Kleinbahn Kaldenkirchen–Brüggen
| Streckennummer: | 9244                 |                               |                               |
| Streckenlänge: | 12,47 km             |                               |                               |
| Spurweite: | 1435 mm (Normalspur) |                               |                               |
| |                      |                               |                               |
| \| \| \| von Viersen \| \| \| \| \| von Kempen \| \| \| \| 0,0 \| Kaldenkirchen \| Kaldenkirchen \| \| \| \| nach Venlo \| \| \| \| 0,56 \| Kaldenkirchen Nord \| Kaldenkirchen Nord \| \| \| 1,76 \| Kaldenkirchen Steyler Str. \| Kaldenkirchen Steyler Str. \| \| \| 5,85 \| Heidhausen \| Heidhausen \| \| \| 6,75 \| Bracht \| Bracht \| \| \| 7,27 \| Rheinische Tonwerke \| Rheinische Tonwerke \| \| \| 7,4 \| Laumans \| Laumans \| \| \| 7,5 \| Laumans \| Laumans \| \| \| 7,68 \| CCC \| CCC \| \| \| 7,75 \| Gebrüder Naus \| Gebrüder Naus \| \| \| 9,0 \| Holter Heide \| Holter Heide \| \| \| \| Munitionsdepot_Brüggen-Bracht \| \| \| \| 10,5 \| Kiesgrube \| Kiesgrube \| \| \| 11,1 \| Laumans \| Laumans \| \| \| 11,2 \| Thyssen \| Thyssen \| \| \| 11,4 \| Kaisers \| Kaisers \| \| \| \| Brüggen West \| \| |                      |                               |                               |
| Strecke |                      | von Viersen                   | von Viersen                   |
| Abzweig geradeaus und ehemals von rechts |                      | von Kempen                    | von Kempen                    |
| Bahnhof | 0,0                  | Kaldenkirchen                 | Kaldenkirchen                 |
| Abzweig ehemals geradeaus und nach rechts |                      | nach Venlo                    | nach Venlo                    |
| Bahnhof (Strecke außer Betrieb) | 0,56                 | Kaldenkirchen Nord            | Kaldenkirchen Nord            |
| Blockstelle (Strecke außer Betrieb) | 1,76                 | Kaldenkirchen Steyler Str.    | Kaldenkirchen Steyler Str.    |
| Bahnhof (Strecke außer Betrieb) | 5,85                 | Heidhausen                    | Heidhausen                    |
| Bahnhof (Strecke außer Betrieb) | 6,75                 | Bracht                        | Bracht                        |
| Abzweig geradeaus und von links (Strecke außer Betrieb) | 7,27                 | Rheinische Tonwerke           | Rheinische Tonwerke           |
| Abzweig geradeaus und von rechts (Strecke außer Betrieb) | 7,4                  | Laumans                       | Laumans                       |
| Abzweig geradeaus und von rechts (Strecke außer Betrieb) | 7,5                  | Laumans                       | Laumans                       |
| Abzweig geradeaus und von rechts (Strecke außer Betrieb) | 7,68                 | CCC                           | CCC                           |
| Abzweig geradeaus und von rechts (Strecke außer Betrieb) | 7,75                 | Gebrüder Naus                 | Gebrüder Naus                 |
| Bahnhof (Strecke außer Betrieb) | 9,0                  | Holter Heide                  | Holter Heide                  |
| Abzweig geradeaus und nach rechts (Strecke außer Betrieb) |                      | Munitionsdepot_Brüggen-Bracht | Munitionsdepot_Brüggen-Bracht |
| Abzweig geradeaus und von links (Strecke außer Betrieb) | 10,5                 | Kiesgrube                     | Kiesgrube                     |
| Abzweig geradeaus und nach links (Strecke außer Betrieb) | 11,1                 | Laumans                       | Laumans                       |
| Abzweig geradeaus und nach rechts (Strecke außer Betrieb) | 11,2                 | Thyssen                       | Thyssen                       |
| Abzweig geradeaus und nach rechts (Strecke außer Betrieb) | 11,4                 | Kaisers                       | Kaisers                       |
| Kopfbahnhof Streckenende (Strecke außer Betrieb) |                      | Brüggen West                  | Brüggen West                  |

Die Kleinbahn Kaldenkirchen–Brüggen war eine normalspurige Kleinbahn in Nordrhein-Westfalen von Kaldenkirchen nach Brüggen.

## Geschichte
Erste Pläne für eine Eisenbahnstrecke von Kaldenkirchen, das seit 1866 über einen Bahnanschluss verfügte, über Bracht, Brüggen, Bellinghoven nach Speick wurden bereits 1882 erstellt. Die Tonwerke im Westen von Kaldenkirchen verlangten einen Bahnanschluss und so griff die Continentale Eisenbahn-Bau- und Betriebs-Gesellschaft dieses Vorhaben auf. Am 19. Februar 1901 konnte der Verkehr eröffnet werden, zunächst gab es nur Güterverkehr. Am 20. Januar 1904 wurde die Konzession erweitert und so konnte am 1. April auch der Personenverkehr aufgenommen werden.
1904 ging die Bahn an die Industriebahn AG über. Diese ging 1929 wieder in der Deutschen Eisenbahn-Gesellschaft (DEGA) auf.
Der Güterverkehr entwickelte sich gut und erreichte schon 1913 144.000 t im Jahr. Es gab 1910 neun Anschlussgleise.
Der Personenverkehr spielte kaum eine Rolle. Von den vorhandenen vier Personenwagen wurden zwei schon 1906 weiterverkauft. Die Streckenführung war auf die Tongruben ausgerichtet war und die Bahnhöfe lagen weit außerhalb der Ortschaften. Waren 1904 noch 1804 Personen mitgefahren, waren es 1906 nur noch 435, 1913 wurden 120 Personen befördert. Am 4. August 1920 wurde dem Antrag auf Einstellung des Personenverkehrs entsprochen und dieser anschließend eingestellt.
Nach dem Ersten Weltkrieg brach der Verkehr ein, erst in den 1930er Jahren erholte er sich wieder, 1938 waren es 153.000 t.
1941 wurde in der Holter Heide ein Treibstofflager für die Luftwaffe errichtet. Damit wurde die Kleinbahn vermehrt ein Ziel gegnerischer Luftangriffe. Am 23. November 1944 wurden alle noch fahrfähigen Fahrzeuge zur Kleinbahn Neheim-Hüsten–Sundern evakuiert. Nach Ende des Krieges kehrten die Eisenbahner und Fahrzeuge zurück; im Juli 1945 konnte trotz großer Schäden der Verkehr wieder aufgenommen werden. Der Wiederaufbau brachte der Bahn erheblichen Verkehr. Nach und nach wanderte jedoch der gesamte Ton- und Ziegeleiverkehr auf die Straße ab. 1960 wurden 66.000 t befördert, bis 1976 ging die Fracht auf 25.000 t zurück. Ab Mitte der 1960er Jahre war die britische Rheinarmee, die auf dem Gelände des Tanklagers ein Munitionsdepot eingerichtet hatte, fast einziger Kunde der Bahn. So wurde der südliche Abschnitt der Bahn ab Holter Heide 1964 eingestellt. Damit entfielen auch die Fahrten durch das militärische Sperrgebiet Holter Heide.
Neue Industrieansiedlungen brachten auch keinen neuen Verkehr. Die jährlichen Leistungen pendelten sich zwischen 40.000 t und 60.000 t ein. 1991 stiegen die Transporte infolge der Munitionstransporte für den Zweiten Golfkrieg sprunghaft auf 71.770 t. Ab 1994 wurde das Depot Holter Heide aufgegeben. Am 31. März 1996 wurde der Güterverkehr vorerst eingestellt; die Strecke blieb noch erhalten. Um das Jahr 2000 wurde die Strecke abgebaut. Heute sind keine Gleise mehr vorhanden.

## Fahrzeuge
Meist reichten zwei bis drei Lokomotiven aus. Dennoch waren durch Loktausch mit anderen Konzernbahnen der DEGA recht viel verschiedene Lokomotiven auf der Strecke unterwegs. Die ersten Maschinen waren zwei dreiachsige Dampflokomotiven von Hohenzollern mit den Namen Kaldenkirchen und Brüggen, 1911 wurde eine dritte Dampflok ebenfalls bei Hohenzollern beschafft. Danach kamen nur noch gebrauchte Lokomotiven zur Bahn. Auch die erste Diesellok 1948 war gebraucht, 1953 wurde dann die Diesellok DEG V 21 bei der Maschinenfabrik Esslingen neu beschafft, sie wurde aber im Jahr darauf schon an andere Konzernbahnen vermietet. Den Verkehr führten zunächst weiter die Dampflokomotiven, darunter auch Loks vom Typ ELNA 5. 
Ab 1979 waren MaK-Lokomotiven im Einsatz.
Die britische Rheinarmee verfügte über eigene Lokomotiven, u. a. auch Loks der Bauart V 36, die fallweise angemietet wurden. Seit Anfang der 1960er Jahre war eine dieser Lokomotiven regelmäßig auf der Strecke im Einsatz. Die britische Rheinarmee kaufte auch 1980 und 1986 die beiden MaK-Lokomotiven, die dann weiterhin die Bedienung auf der Strecke unternahmen. Nach Einstellung des Personenverkehrs blieb ein Wagen als Bereisungswagen erhalten, außerdem gab es einen Gepäckwagen, der heute bei der niederländischen Museumseisenbahn Museum Buurtspoorweg (MBS) zum Einsatz kommt. Weiter waren zwischen drei und fünf Güterwagen vorhanden.